# José Gallardo Flores
José Gallardo Flores (Chiclayo, Perú, 15 de febrero de 2001) es un futbolista peruano. Juega como extremo derecho y su equipo actual es el Deportivo Llacuabamba de la Liga 2 de Perú.

## Trayectoria

### Alianza Lima (primera etapa)
Debutó en Alianza Lima, club en el que fue formado, en el 2019, más precisamente en el Torneo Apertura, entrando en el segundo tiempo y asistiendo en la victoria sobre FBC Melgar por 3-2. Actualmente es titular en la reserva de Alianza Lima. Afronta el Torneo de Reserva y la Liga 1.

### Carlos A. Mannucci
En el 2020, jugó en el Carlos A. Mannucci de Trujillo, disputando tan solo cinco partidos en toda la temporada.

### Alianza Lima (segunda etapa)
En la temporada 2021 regresó al Alianza Lima, en donde jugó tres partidos y finalizó contrato el 31 de diciembre de 2021.

## Estadísticas

### Clubes
| Club                    | Temporada     | Liga  | Liga  | Liga   | Copas nacionales(1) | Copas nacionales(1) | Copas nacionales(1) | Copas internacionales | Copas internacionales | Copas internacionales | Total | Total | Total  | Media goleadora |
| Club                    | Temporada     | Part. | Goles | Asist. | Part.               | Goles               | Asist.              | Part.                 | Goles                 | Asist.                | Part. | Goles | Asist. | Media goleadora |
| ----------------------- | ------------- | ----- | ----- | ------ | ------------------- | ------------------- | ------------------- | --------------------- | --------------------- | --------------------- | ----- | ----- | ------ | --------------- |
| Alianza Lima Perú       | 2019          | 4     | 0     | 1      | —                   | —                   | —                   | —                     | —                     | —                     | 4     | 0     | 1      | 0.00            |
| Total                   | 4             | 0     | 1     | 0      | 0                   | 0                   | 0                   | 0                     | 0                     | 4                     | 0     | 1     | 0.00   |                 |
| Carlos A. Mannucci Perú | 2020          | 5     | 0     | 0      | —                   | —                   | —                   | —                     | —                     | —                     | 5     | 0     | 0      | 0.00            |
| Total                   | 5             | 0     | 0     | 0      | 0                   | 0                   | 0                   | 0                     | 0                     | 5                     | 0     | 0     | 0.00   |                 |
| Alianza Lima Perú       | 2021          | 3     | 0     | 0      | —                   | —                   | —                   | —                     | —                     | —                     | 3     | 0     | 0      | 0.00            |
| Total                   | 3             | 0     | 0     | 0      | 0                   | 0                   | 0                   | 0                     | 0                     | 3                     | 0     | 0     | 0.00   |                 |
| Total carrera           | Total carrera | 12    | 0     | 1      | 0                   | 0                   | 0                   | 0                     | 0                     | 0                     | 12    | 0     | 1      | 0.00            |

## Palmarés

### Campeonatos nacionales
| Título                    | Club         | País | Año  |
| ------------------------- | ------------ | ---- | ---- |
| Primera División del Perú | Alianza Lima | Perú | 2021 |

### Torneos cortos
| Título          | Club         | País | Año  |
| --------------- | ------------ | ---- | ---- |
| Torneo Clausura | Alianza Lima | Perú | 2019 |
| Torneo Clausura | Alianza Lima | Perú | 2021 |